# Ортонвіль (Міннесота)
Ортонвіль (англ. Ortonville) — місто (англ. city) в США, в окрузі Біг-Стоун штату Міннесота. Населення — 2021 особа (2020).

## Географія
Ортонвіль розташований за координатами 45°18′13″ пн. ш. 96°26′28″ зх. д. / 45.30361° пн. ш. 96.44111° зх. д. (45.303649, -96.441198).  За даними Бюро перепису населення США в 2010 році місто мало площу 9,22 км², з яких 9,08 км² — суходіл та 0,14 км² — водойми. В 2017 році площа становила 12,63 км², з яких 10,81 км² — суходіл та 1,82 км² — водойми.

## Демографія
Згідно з переписом 2010 року, у місті мешкало 1916 осіб у 884 домогосподарствах у складі 509 родин. Густота населення становила 208 осіб/км².  Було 1090 помешкань (118/км²).
Расовий склад населення:
| - 97,0 % — білих - 0,6 % — корінних американців - 0,3 % — чорних або афроамериканців - 0,1 % — азіатів |

До двох чи більше рас належало 1,3 %. Частка іспаномовних становила 1,0 % від усіх жителів.
За віковим діапазоном населення розподілялося таким чином: 19,7 % — особи молодші 18 років, 51,5 % — особи у віці 18—64 років, 28,8 % — особи у віці 65 років та старші. Медіана віку мешканця становила 49,8 року. На 100 осіб жіночої статі у місті припадало 86,9 чоловіків;  на 100 жінок у віці від 18 років та старших — 86,2 чоловіків також старших 18 років.
Середній дохід на одне домашнє господарство  становив 52 129 доларів США (медіана — 39 971), а середній дохід на одну сім'ю — 61 232 долари (медіана — 54 653). Медіана доходів становила 43 828 доларів для чоловіків та 32 500 доларів для жінок. За межею бідності перебувало 19,0 % осіб, у тому числі 31,4 % дітей у віці до 18 років та 8,2 % осіб у віці 65 років та старших.
Цивільне працевлаштоване населення становило 930 осіб. Основні галузі зайнятості: освіта, охорона здоров'я та соціальна допомога — 29,8 %, роздрібна торгівля — 18,5 %, будівництво — 11,8 %, виробництво — 9,7 %.